# Kombináció
A kombináció a kombinatorika egyik gyakran használt fogalma. Egy halmaz elemeinek ismétlés nélküli kombinációi a halmaz részhalmazai. A részhalmazok helyett multihalmazokat tekintve jutunk az ismétléses kombinációkhoz.
Halmazokról illetve multihalmazokról lévén szó, a kiválasztott elemek sorrendjét nem vesszük figyelembe.

## Ismétlés nélküli kombinációk
Mind a {\displaystyle k} elem különböző. Az így képzett {\displaystyle k} elemű halmazok az {\displaystyle n} elem {\displaystyle k}-adosztályú kombinációi. Ezen kombinációk számát {\displaystyle C_{n}^{k}} szimbólummal jelöljük. Belátható, hogy
{\displaystyle C_{n}^{k}={\frac {n!}{k!(n-k)!}}}
Ugyanis az {\displaystyle {\frac {n!}{(n-k)!}}} képlet adja n elem k-adosztályú variációinak számát. A nevezőben lévő k! pedig, mivel itt a sorrend nem számít, elosztja a lehetőségek számát a k elem permutációinak számával.
A képletet szokás az
{\displaystyle {n \choose k}={\frac {n!}{k!(n-k)!}}}
szimbólummal is jelölni, melyet „n alatt a k”-nak olvassuk.

## Ismétléses kombinációk
A kiválasztott {\displaystyle k} elem nem feltétlenül különböző. Az így képzett multihalmazok, az {\displaystyle n} elem {\displaystyle k}-adosztályú ismétléses kombinációi. Számukat {\displaystyle C_{n}^{k,i}}-val jelöljük, ahol belátható:
{\displaystyle C_{n}^{k,i}={{n+k-1} \choose k}}.

## Alkalmazások
Az ismétlés nélküli kombinációk számát, azaz a {\displaystyle C_{n}^{k}} értékeket hívják binomiális együtthatóknak is a binomiális tétel miatt. Különböző matematikai szoftverekben emiatt jellemzően a binomial nevű kétváltozós függvény adja vissza a {\displaystyle C_{n}^{k}} értéket. Például a Maple-ben vagy MuPAD-ban így:
binomial(n,k)
A MATLAB rendszerben az nchoosek beépített függvény használható a binomiális együtthatók számítására.

## Lásd még
- kombinatorika
- variáció
- permutáció
- Pascal-háromszög